# Le Bleu du caftan
Le Bleu du caftan (Arabisch: زرق القفطان; Zaraq Alquftan) is een Frans-Marokkaans-Belgisch-Deense dramafilm uit 2022, geregisseerd en mede geschreven door Maryam Touzani.

## Verhaal
Halim is een kleermaker gespecialiseerd in het maken van kaftans. Hij werkt met traditionele technieken, met de hand. Samen met zijn vrouw Mina runt hij een winkel in Salé. Halim en Mina vormen een heel hecht stel, ook al delen ze een beschamend en gevaarlijk geheim in de Marokkaanse samenleving: Halim is homoseksueel. Leerlingen zijn moeilijk te vinden, maar Halim heeft pas Youssef aangenomen, die zijn passie voor het vak lijkt te delen. Er ontstaat een wederzijdse aantrekkingskracht tussen Halim en Youssef, wat Mina's jaloezie opwekt.

## Rolverdeling
| Acteur         | Personage |
| -------------- | --------- |
| Lubna Azabal   | Mina      |
| Saleh Bakri    | Halim     |
| Ayoub Missioui | Youssef   |

## Release en ontvangst
Le Bleu du caftan ging op 26 mei 2022 in première op het Filmfestival van Cannes in de sectie Un certain regard waar hij de FIPRESCI-prijs won. De film kreeg overwegend positieve kritieken van de filmcritici, met een score van 96% op Rotten Tomatoes, gebaseerd op 54 beoordelingen. De film won tijdens de 13e Magritte du cinéma-uitreiking de Magritte voor beste actrice (Lubna Azabal).

## Prijzen en nominaties
De belangrijkste:
| Jaar | Prijs                   | Categorie                              | Genomineerde(n)                        | Uitslag     |
| ---- | ----------------------- | -------------------------------------- | -------------------------------------- | ----------- |
| 2024 | Magritte du cinéma      | Beste actrice                          | Lubna Azabal                           | Gewonnen    |
| 2024 | Magritte du cinéma      | Beste buitenlandse film in coproductie | Beste buitenlandse film in coproductie | Genomineerd |
| 2022 | Filmfestival van Cannes | FIPRESCI-prijs Un certain regard       | Maryam Touzani                         | Gewonnen    |